# Espectroscopia de ressonância paramagnética electrónica

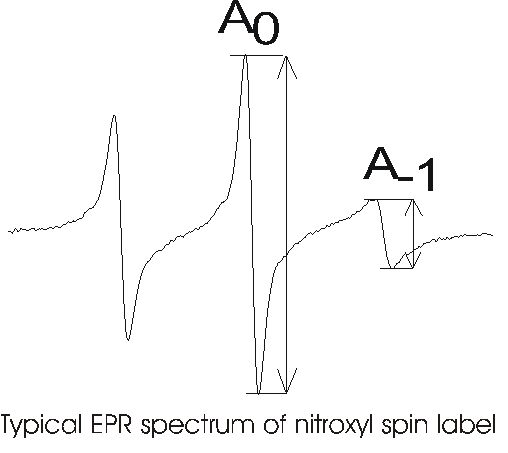
Espectro de ressonância paramagnética electrónica típico de uma sonda de spin de radical nitroxilo.

A espectroscopia de ressonância paramagnética eletrônica ou de ressonância de spin eletrônico (RPE, ou EPR, do inglês electron paramagnetic resonance ou ainda ESR, do inglês electron spin resonance) é uma técnica espectroscópica que detecta espécies contendo elétrons desemparelhados, ou seja, espécies paramagnéticas. Em geral, esta condição verifica-se quando a espécie é um radical livre, se é uma molécula orgânica, ou quando possui metais de transição, em complexos inorgânicos ou metaloproteínas. Esta técnica é menos usada que a espectroscopia de ressonância magnética nuclear (RMN) porque a maioria das moléculas possui uma configuração eletrônica de valência completa, sem elétrons desemparelhados (orbitais incompletos).
A teoria subjacente à técnica é análoga à de RMN, havendo lugar à excitação dos spins dos electrões, ao invés dos spins dos núcleos atómicos. Campos magnéticos menos intensos e frequências mais elevadas são usadas em RPE que em RMN devido à diferença de massa entre núcleos e electrões. Para electrões num campo magnético de 0,3 tesla, a ressonância de spin ocorre cerca de 10 Ghz.
A espectroscopia de RPE é usada na Física do estado sólido, em Química na identificação e quantificação de radicais e na identificação de vias de reacção química, em Biologia e Medicina na marcação de moléculas com sondas de spin e em Bioquímica na identificação e caracterização estrutural de centros metálicos em metaloproteínas.
Para detectar alguns detalhes mais subtis em alguns sistemas, é necessário utilizar espectroscopia de ressonância paramagnética electrónica em campo alto e usando frequências elevadas (high-field-high-frequency). Enquanto o espectrómetro de RPE é relativamente fácil de adquirir por um grupo de investigação académico, apenas alguns centros científicos no mundo inteiro podem oferecer este tipo especial de espectroscopia.

## Teoria de RPE

### Unidades e constantes
Um campo magnético é descrito por algumas constantes e unidades:
- A intensidade do campo magnético, medida em tesla (T) ou gauss (1 G = 10-4 T, unidade CGS);
- A densidade de fluxo magnético, medida em ampère por metro (A/m).

Também são importantes as seguintes constantes:
- Constante de Planck: h = 6,63 x 10-34 J.s
- Constante de Boltzmann: k = 1,38 x 10-23 J.K-1
- Magnetão de Bohr: μB = 9,27 x 10-24 J.T-1

### Teoria básica
Um electron tem um momento magnético associado igual ao magneton de Bohr, μB. Quando colocado num campo magnético externo de intensidade B0, esse momento magnético pode tomar duas orientações: paralela e antiparalela ao sentido do campo magnético. A orientação paralela encontra-se num estado de menor energia que a antiparalela (o chamado efeito de Zeeman), sendo a diferença de energia entre os dois estados, ΔE, dada por
ΔE = geμBB0,
em que ge é a razão giromagnética do electrão (a razão entre o seu momento magnético dipolar e o seu momento magnético angular). Para passar do nível mais baixo de energia para o mais elevado, o electrão tem de absorver radiação electromagnética de energia ΔE:
ΔE = hν = geμBB0,
sendo esta a equação fundamental na espectroscopia de RPE.
O centro paramagnético é colocado num campo magnético, provocando a ressonância do electrão entre os dois estados; a energia absorvida é monitorizada e convertida num espectro de RPE.
Um electrão livre, ou seja, teoricamente não influenciado por qualquer factor externo, tem um valor ge igual a 2,002319304386. Isto significa que, ao usar uma radiação de frequência 9,5 GHz (a frequência normalmente usada na chamada banda X de RPE), ocorre ressonância à volta de 3400 G (0,34 tesla).
Os sinais de RPE podem ser gerados por medições de absorção de energia feitas a diferentes valores de campo magnético, B, mantendo o valor da frequência ν constante. Também é possível fazer o inverso, ou seja, obter espectros a diferentes frequências mantendo fixa a intensidade de campo magnético (tal como acontece em espectroscopia de RMN). Por razões de ordem técnica, a forma mais frequente de medir RPE é a primeira. Isto significa que os espectrómetros de RPE são construídos de forma a ter uma fonte de radiação electromagnética de frequência fixa e ímans que possibilitam a variação da intensidade do campo magnético (dentro de determinados limites). O espectro resultante é normalmente desenhado tendo a intensidade do campo magnético no eixo das abcissas (eixo dos x) e a intensidade do sinal resultante no eixo das ordenadas (eixo dos y).
Na prática, os electrões encontram-se associados a átomos, com consequências importantes para a experiência:
- O electrão pode ganhar ou perder momento angular (através do fenómeno denominado acoplamento spin-órbita), o que afecta o valor de g. Este valor é frequentemente diferente de 2,0023, especialmente em compostos contendo metais de transição.
- O factor g muda de acordo com a orientação do átomo paramagnético no campo magnético aplicado, ou seja, o momento angular do electrão não é igual para todas as orientações possíveis do átomo ou molécula no campo magnético. Este fenómeno é denominado anisotropia. Como a anisotropia depende da estrutura electrónica do átomo em questão, é possível obter informação sobre as orbitais contendo o electrão desemparelhado.
- Se o átomo contendo o electrão desemparelhado tiver ele próprio um spin nuclear diferente de zero, o átomo possui um pequeno campo magnético associado que também influencia o electrão. Acontece então o fenómeno de acoplamento hiperfino (análogo ao acoplamento que existe em RMN), que causa o splitting do sinal em dubletos, tripletos, etc. (ou seja, uma ressonância divide-se em duas, três, etc.).

Na realidade, nunca se tem um único centro paramagnético isolado, mas antes uma numerosa população de centros. Como os electrões, a dado momento, podem estar em diferentes estados energéticos (em equilíbrio termodinâmico), a população inteira é descrita estatisticamente pela distribuição de Boltzmann:
{\displaystyle {\frac {n_{M_{J}+1}}{n_{M_{J}}}}}= exp{\displaystyle \left(-{\frac {E_{M_{J}+1}-{E_{M_{J}}}}{kT}}\right)}=exp {\displaystyle \left(-{\frac {\Delta E}{kT}}\right)}
em que {\displaystyle n_{M_{J}+1}} é o número de centros paramagnéticos ocupando o nível de energia {\displaystyle {M_{J}+1}}, k é a constante de Boltzmann e T a temperatura em Kelvin.
Quando ν=10 GHz (banda X), à temperatura ambiente {\displaystyle {\frac {n_{M_{J}+1}}{n_{M_{J}}}}}= 0,998. Existem mais electrões no nível de energia mais baixo que no mais alto; por esta razão, existe predominantemente absorção, e não emissão, de energia.

## Parâmetros espectrais em RPE

### O factorg
A partir do factor g, é possível obter informação acerca da estrutura electrónica do centro paramagnético. Como referido anteriormente, um electrão desemparelhado sofre não só a acção do campo magnético aplicado, B0, mas também o efeito de campos magnéticos locais, como o de átomos com spin nuclear. Assim, o campo efectivo sofrido pelo electrão, Beff é dado por:
Beff = B0(1 – σ)
em que σ é o termo relacionado com o efeito de campos magnéticos locais (podendo ser positivo ou negativo). A condição de ressonância torna-se então
ΔE = hν = geμBBeff = geμBB0(1 - σ)
A quantidade geμBB0(1 - σ) é denominada factor g, logo
ΔE = hν = gμBB0
Com esta equação, obtém-se o valor g a partir da experiência de RPE medindo-se o campo B0 (usando a frequência ν) ao qual ocorre ressonância (ou seja, que se observa um sinal no espectro). Frequentemente, g difere de ge (2,0023), implicando que a razão entre momento magnético e momento angular difere da do electrão livre. Como o momento magnético do electrão é constante (como foi dito acima, é igual ao magnetão de Bohr), então o electrão teve de ganhar ou perder momento angular. Isto acontece com o acoplamento spin-órbita, e como este fenómeno é bem compreendido, a extensão da diferença medida é usada para dar informação acerca da natureza da orbital atómica (ou molecular) em que o electrão desemparelhado se encontra.

## Obtenção Do Espectro De RPE
Utilizando a técnica para fins dosimétricos, como resultado da medida obtém-se espectros a partir da absorção de energia na frequência de micro-ondas, com um campo magnético de intensidade controlada, no equipamento de RPE.
Para obtenção de espectro de RPE, a amostra é inserida em uma cavidade ressonante, que pode ser retangular ou cilíndrica. O equipamento é composto por eletroímãs que são capazes de gerar um campo magnético homogêneo sobre a amostra, que, dependendo da aplicação o campo pode variar entre zero e milhares de Gauss (centenas de m.T.). Outro componente do RPE é o Klystron, uma válvula osciladora que produz as micro-ondas, com oscilações limitadas por causa de suas dimensões geométricas.
Um Klystron típico pode oscilar de uma banda de frequência relativamente estreita, que leva a obtenção de um espectro com frequência fixa, variando somente o campo magnético. As micro-ondas geradas pelo Klystron serão transmitidas através de um guia de ondas, denominado como T-mágico, dividindo a energia em dois braços, um que alimenta a cavidade e outro para sintonização. Há também outro braço adicional, que está perpendicular ao plano em relação aos três braços, onde está localizado um cristal detector.
O T-mágico está conectado ao Klystron através de um isolador e um atenuador. O isolador é um dispositivo que impede que as ondas refletidas voltem a entrar no Klystron, que por sua vez poderia produzir instabilidade na oscilação. O atenuador é um dispositivo que é capaz de absorver uma fração variável da potência gerada pelo Klystron, ele consiste em um material dielétrico de superfície condutora. A amostra deve ser introduzida na cavidade de tal maneira que esta coincida com o máximo do campo magnético da onda estacionária. A seguir um desenho esquemático de um equipamento de RPE.
Quando a amostra dentro da cavidade entra em ressonância, há um aumento da absorção neste braço e o equilíbrio se destrói, acarretando um envio de potência ao cristal detector. Depois de detectado, o cristal modula a energia de micro-ondas, resultando em um sinal de voltagem de 100 kHz, que posteriormente será amplificado.
O ruído que possui esse sinal será modulado por bobinas. Essas bobinas modularam o campo magnético com uma frequência de 100 kHz e com baixa amplitude, sem comprometer a sua amplificação. A comparação entre o sinal detectado e amplificado com a modulação do campo, faz com que o sinal do circuito seja interpretado como a derivada da curva de absorção, obtendo dessa forma o sinal resultante DC, que é enviado ao computador.
Os tipos de linha são determinados pelo tipo de interação entre o sistema de spin e sua vizinhança, enquanto a largura depende da força de interação e do tempo de relaxação. As formas das linhas, geralmente, são descritas pela comparação com as formas Lorentzianas e Gaussianas.
Portanto a intensidade do sinal de RPE, é a medida de concentração de spins, produzindo um sinal associado ao valor da dupla integral deste sinal, ou como a primeira derivada da curva. Nesse último caso a medida da amplitude pico a pico do sinal App é diretamente proporcional à concentração de centros paramagnéticos.
Temos então um sistema de spin S=1/2, sendo caracterizado por um determinado valor de campo magnético da ressonância B, uma amplitude pico-a pico do sinal App, e também o valor da largura de linha pico a pico ΔApp.
Parâmetros espectrais

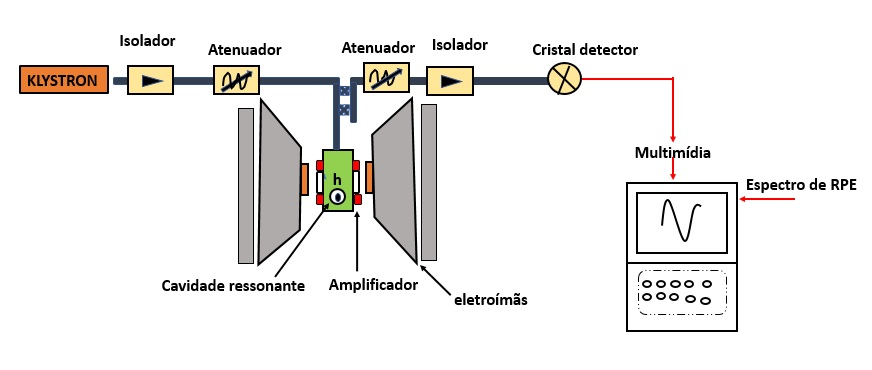
Principais componentes de um equipamento de RPE

1. Em sistemas reais, os elétrons normalmente não são solitários, mas estão associados a um ou mais átomos. Existem várias consequências importantes disso:
2. Um elétron não emparelhado pode ganhar ou perder o momento angular, que pode alterar o valor de seu fator- g, fazendo com que ele seja diferente de ge. Isto é especialmente significativo para sistemas químicos com íons de metais de transição.
3. O momento magnético de um núcleo com uma rotação nuclear não-zero afetará os elétrons não associados a esse átomo. Isso leva ao fenômeno do acoplamento hiperfino, análogo ao acoplamento J em RPR, dividindo o sinal de ressonância EPR em dupletos, tripletos e assim por diante.
4. As interações de um elétron não alternado com seu meio ambiente influenciam a forma de uma linha espectral RPE. As formas de linha podem fornecer informações sobre, por exemplo, taxas de reações químicas[1]
5. O fator g e o acoplamento hiperfino em um átomo ou molécula podem não ser os mesmos para todas as orientações de um elétron não emparedado em um campo magnético externo. Esta anisotropia depende da estrutura eletrônica do átomo ou molécula (por exemplo, radical livre) em questão e, portanto, pode fornecer informações sobre o orbital atômico ou molecular contendo o elétron não emparedado.

Acoplamento hiperfino
Uma vez que a fonte de um espectro de RPE é uma mudança no estado de rotação de um elétron, pode-se pensar que todos os espectros de EPR para uma única rotação de elétrons consistiriam em uma única linha. No entanto, a interação de um elétron não emparelhado, por meio de seu momento magnético, com rotações nucleares próximas, resulta em estados de energia permitidos adicionais e, por sua vez, em espectros multi-alinhados. Nesses casos, o espaçamento entre as linhas espectrais do RPE indica o grau de interação entre o elétron não emparedado e os núcleos perturbadores. A constante de acoplamento hiperfino de um núcleo está diretamente relacionada ao espaçamento da linha espectral e, nos casos mais simples, é essencialmente o próprio espaçamento.
Dois mecanismos comuns pelos quais os elétrons e os núcleos interagem são a interação de contato Fermi e a interação dipolar. O primeiro se aplica em grande parte ao caso das interações isotrópicas (independentemente da orientação da amostra em um campo magnético) e o último ao caso de interações anisotrópicas (espectro dependente da orientação da amostra em um campo magnético). A polarização de rotação é um terceiro mecanismo para interações entre um elétron não alternado e uma rotação nuclear, sendo especialmente importante para radicais orgânicos -elétron, como a união do radical benzeno. Os símbolos "a" ou "A" são usados para constantes de acoplamento hiperfino isotrópicos, enquanto "B" é geralmente empregado para constantes de acoplamento hiperfino anisotrópico.
Em muitos casos, o padrão isotrópico de divisão hiperfina para um radical que flui livremente em uma solução (sistema isotrópico) pode ser previsto. Para um radical com M núcleos equivalentes, cada um com uma rotação de I, o número de linhas EPR esperadas é 2MI + 1. Como exemplo, o radical metilo, CH3, tem três núcleos 1H, cada um com I = 1/2 e então o número de linhas esperadas é 2MI + 1 = 2 (3) (1/2) + 1 = 4, o que é observado.
Para um radical com núcleos equivalentes de M1, cada um com uma rotação de I1 e um grupo de núcleos equivalentes de M2, cada um com uma rotação de I2, o número de linhas esperadas é (2M1I1 + 1) (2M2I2 + 1). Por exemplo, o radical metoximetilo, H2C (OCH3), tem dois núcleos 1H equivalentes, cada um com I = 1/2 e três núcleos 1H equivalentes cada com I = 1/2 e, portanto, o número de linhas esperadas é (2M1I1 + 1) (2M2I2 + 1) = [2 (2) (1/2) + 1] [2 (3) (1/2) + 1] = 3 × 4 = 12, novamente como observado.

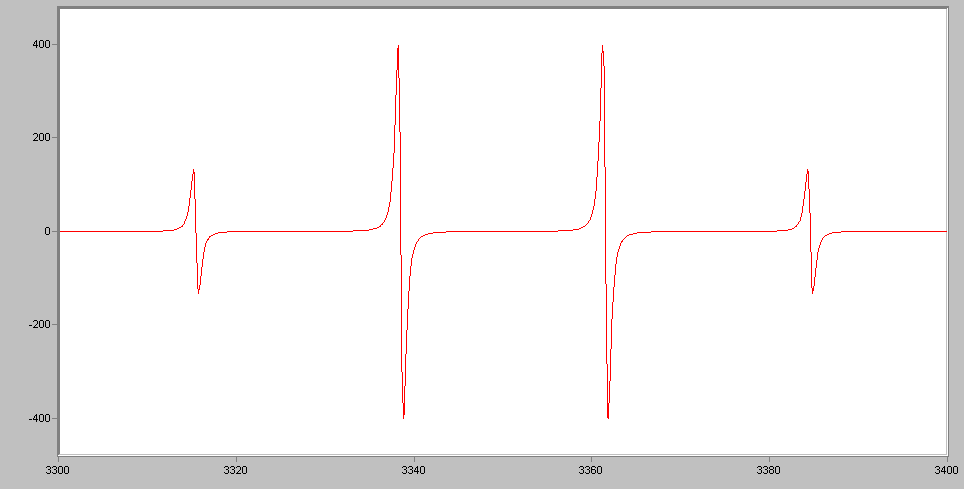
Espectro RPE simulado do radical CH3.

Definição da Largura De Linha Da Ressonância
As linhas de ressonância são definidas em termos de indução magnética B e suas unidades correspondentes, e são medidas ao longo do eixo x de um espectro RPE, do centro de uma linha para um ponto de referência escolhido da linha. Essas larguras definidas são chamadas meia-largura e possuem algumas vantagens: para linhas assimétricas, os valores da metade da largura esquerda e direita podem ser dados.
 A metade do comprimento ΔBh é a distância medida do centro da linha ao ponto em que o valor de absorção possui metade do valor máximo de absorção na linha do centro da ressonância.
Primeira largura de inclinação ΔB½ é uma distância do centro da linha até o ponto de inclinação máxima da curva de absorção. Na prática, é utilizada uma definição completa de largura de linha.
Para linhas simétricas, metade do comprimento é com ΔB½ = .2ΔBh é como ΔBmáxi. = 2ΔB1s.
Pulso de Ressonância Paramagnética
Para obter mais detalhes sobre este tópico, consulte Ressonância paramagnética de elétrons pulsados. A dinâmica das rotações de elétrons é melhor estudada com medidas pulsadas Os pulsos de microondas tipicamente de 10-100 ns de comprimento são usados para controlar as rotações na esfera Bloch. O tempo de relaxamento da retícula pode ser medido com uma experiência de recuperação de inversão.
Tal como acontece com a RMN pulsada, o eco de Hahn é central para muitas experiências pulsadas de EPR. Uma experiência de decaimento de eco Hahn pode ser usada para medir o tempo de desfasamento, como mostrado na animação abaixo. O tamanho do eco é registrado para diferentes espaçamentos dos dois pulsos. Isso revela a decoerência, que não é reorientada pelo π pulso. Em casos simples, mede-se uma decomposição exponencial, que é descrita pelo tempo T2.

## Princípio Básico Da Dosimetria Por RPE
A ressonância paramagnética eletrônica (RPE) é uma técnica espectroscópica que pode ser usada como um método dosimétrico medindo a concentração de radicais livres estáveis produzidos pela radiação ionizante. Os radicais livres podem ser armadilhados na rede cristalina do material, possibilitando sua medida. A estabilidade dos radicais depende especialmente da estrutura do cristal, vizinhança molecular e da temperatura.
Em soluções ou material orgânico aquoso, o tempo de vida dos elétrons desemparelhados é muito pequeno, mas em certos materiais cristalinos, os radicais formados são relativamente estáveis. A medida da concentração dos radicais livres é dada pela absorção de micro-ondas, sendo a intensidade proporcional à dose absorvida. A dosimetria por RPE têm se tornado uma técnica promissora devido a sua natureza não destrutiva da detecção, alta sensibilidade, facilidade de manuseio e boa reprodutibilidade. Seus estudos na área de datação, dosimetria retrospectiva, dosimetria de emergência e recentemente em dosimetria clínica, a caracteriza como uma técnica promissora e de alta confiabilidade.
A medida da concentração dos radicais livres é dada pela absorção de micro-ondas, sendo a intensidade proporcional à dose absorvida. A dosimetria por RPE têm se tornado uma técnica promissora devido a sua natureza não destrutiva da detecção, alta sensibilidade, facilidade de manuseio e boa reprodutibilidade. Seus estudos na área de datação, dosimetria retrospectiva, dosimetria de emergência e recentemente em dosimetria clínica, a caracteriza como uma técnica promissora e de alta confiabilidade. 
Em RPE os materiais dosimétricos devem apresentar linearidade, estabilidade, sensibilidade e reprodutibilidade, características que são encontradas na alanina .A alanina tem sido investigada há mais de 40 anos como material de dosimetria,  possuindo muitas vantagens dosimétricas, incluindo radicais induzidos por radiação persistente, linear sobre uma vasta gama de doses, e também para nêutrons, prótons e feixe de íons, tecido equivalência e a capacidade de ser usado em várias formas, e baixa dependência energética.
A partir dessas considerações a alanina tornou-se dosímetro padrão pela Agência Internacional de Energia Atômica (IAEA), usada no programa de padronização de doses altas.  Diferentes tipos de materiais têm surgido para atuar como dosímetro, alguns com sensibilidade maior que a alanina, tais como: 2-metil-alanina, sulfatos e lactatos de lítio e magnésio, tartarato de amônio, ácidos malônico e sulfanílico, formatos de amônio, lítio e magnésio, ditionato de lítio.